# Rózsakeresztes Kutatóközpont és Könyvtár
A Rózsakeresztes Kutatóközpont és Könyvtár egy a Rózsakeresztes Rend által alapított és fenntartott intézmény, mely a kaliforniai San Joséban, a Rózsakeresztes Parkban található.

## Története
1916-ban, mikor a Rend központja New York-ban volt, a könyvtár a második emeleten foglalt helyet éppen a vezető tisztségviselők irodái felett. Később, amikor a központ San Franciscóba költözött, létezett egy „szép olvasószoba és egy nagyon nagy könyvtár, ahol hozzáférhető volt a legtöbb okkult, misztikus és metafizikai témájú könyv”. Amikor az AMORC 1925-ben a floridai Tampába költözött, egy metafizikai fókuszú könyvtár működött nyilvános olvasóteremmel. Nem sokkal később, 1927 végén, a San Joséba való költözés után egy újabb került kialakításra. Amikor 1936-ban megépült a Rózsakeresztes Planetárium, a könyvek az új épület nem nyilvános szárnyában kerültek elhelyezésre.
Felismerve egy nagyobb intézmény szükségességét, Ralph M. Lewis, majd az AMORC Legfelsőbb Tanácsa indítványára megkezdődött egy új könyvtár építése. A tagok bőkezűen adományoztak pénzt, könyveket és a szabadidejüket a kezdeményezés sikeréért. A gyűjtemény magja 1939. június 19. óta a mai helyén gyarapodott a Rózsakeresztes Park megalapítója Dr. H. Spencer Lewis és fia Ralph M. Lewis magánkönyvtárából. Az 1939-es avató beszédben elhangzottak szerint a könyvtár „nem pusztán a létrehozott és felhalmozott ismeretek megőrzésének lett szentelve, hanem ezen túlmenően a tudás határainak kitágítására is, annak érdekében, hogy hozzájáruljon ahhoz, amit már most is tudunk.“

## Napjainkban
A könyvtár ma egy dinamikus, a katalógusait digitalizáló, korszerűsítéseket tervező intézmény és folyamatosan törekszik tanárok, misztikusok és keresők kincsestára lenni.